# Morrison (Illinois)
Morrison és una població dels Estats Units a l'estat d'Illinois. Segons el cens del 2000 tenia 4.447 habitants.

## Demografia
Segons el cens del 2000, Morrison tenia 4.447 habitants, 1.787 habitatges, i 1.170 famílies. La densitat de població era de 802,3 habitants/km².
Dels 1.787 habitatges en un 27,6% hi vivien nens de menys de 18 anys, en un 53,6% hi vivien parelles casades, en un 9,6% dones solteres, i en un 34,5% no eren unitats familiars. En el 30,4% dels habitatges hi vivien persones soles el 16,1% de les quals corresponia a persones de 65 anys o més que vivien soles. El nombre mitjà de persones vivint en cada habitatge era de 2,28 i el nombre mitjà de persones que vivien en cada família era de 2,83.
Per edats la població es repartia de la següent manera: un 21,4% tenia menys de 18 anys, un 10,4% entre 18 i 24, un 24,8% entre 25 i 44, un 22,6% de 45 a 60 i un 20,9% 65 anys o més.
L'edat mediana era de 41 anys. Per cada 100 dones de 18 o més anys hi havia 89,3 homes.
La renda mediana per habitatge era de 40.313 $ i la renda mediana per família de 50.664 $. Els homes tenien una renda mediana de 35.651 $ mentre que les dones 21.992 $. La renda per capita de la població era de 20.179 $. Aproximadament el 3,2% de les famílies i el 6,1% de la població estaven per davall del llindar de pobresa.

## Poblacions més properes
El següent diagrama mostra les poblacions més properes.